# Ernest Eldridge
Ernest Arthur Douglas Eldridge (Hampstead, 18 luglio 1897 – Kensington, 27 ottobre 1937) è stato un pilota automobilistico britannico.
Divenne famoso per aver conquistato nel 1924 il record di velocità terrestre a bordo della "Fiat Mefistofele". Il suo record è ricordato soprattutto per essere stato l'ultimo ad essere compiuto su una strada pubblica.

## Biografia
Eldridge nacque il 18 luglio ad Hampstead, un quartiere di Londra, da una famiglia borghese. Frequentò la prestigiosa Harrow School di Londra, ma l'abbandonò per servire nella croce rossa durante la prima guerra mondiale, probabilmente come autista di ambulanze.
Nel 1915 Sposò Marjorie M. Tooth. Egli fu protagonista di un probabile caso di poligamia, poiché in seconde nozze sposò una donna francese di nome Marie mentre era ancora legalmente legato alla prima moglie Marjorie.
Non si sa molto della sua vita tra il 1918 e il 1921, anno in cui fece la sua prima apparizione sul circuito di Brooklands, che da quel momento in poi diventerà il principale banco di prova per le sue pionieristiche automobili. 

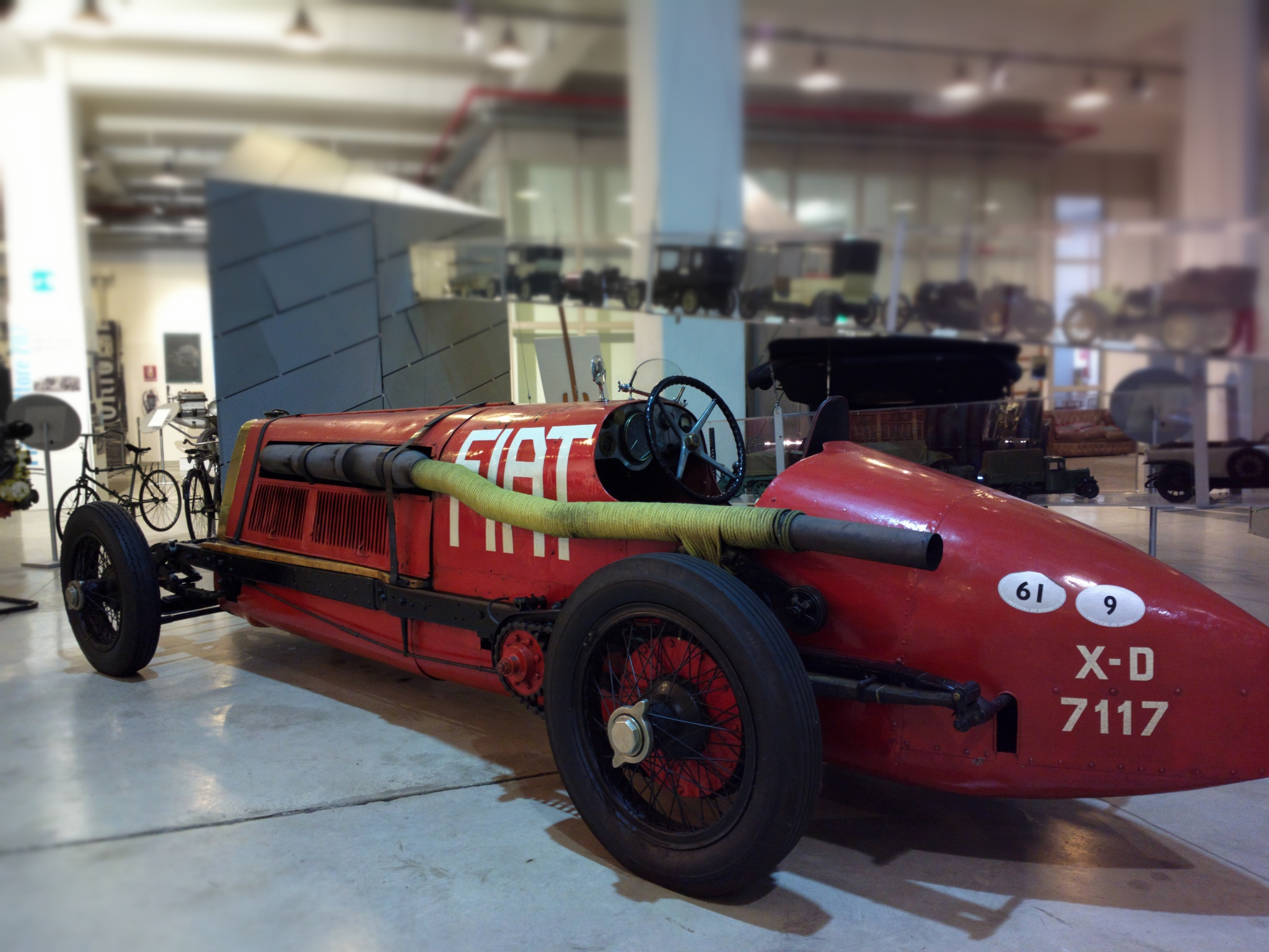
La famosa Fiat usata da Eldridge per ottenere il record di velocità nel 1924. ora conservata al Centro storico Fiat

## Carriera
L'inizio della sua carriera è costellato di fallimenti alla guida di automobili equipaggiate con enormi motori aeronautici. Fece la sua prima apparizione nel mondo delle corse alla guida di una Isotta Fraschini con trasmissione a catena che riuscì a spingere alla velocità media di 144 km/h.
Nel 1922 Eldridge si presentò al Brooklands con una Isotta Fraschini del 1907 appositamente modificata per ospitare nel vano motore un Maybach da 240 CV progettato per gli aeroplani. Alla guida di essa vinse la sua prima gara con una velocità superiore ai 163 km/h, l'automobile non si rivelò comunque di notevole successo e lo stesso Eldridge se ne liberò vendendola a un pilota francese noto come "Le Champion".
L'episodio che consacrò Eldridge nell'olimpo dei piloti avvenne sulle strade di Arpajon in Francia alla guida della Fiat "Mefistofele", in quell'occasione fece registrare il record di velocità terrestre battendo René Thomas, che guidava una Delage V12, con la velocità di 234,97 km/h. Il nome della vettura fu coniato dagli spettatori presenti ad Arpajon, a causa del rumore assordante prodotto dall'enorme motore di cui era dotata la vettura.

## Record di velocità terrestre
- Velocità sul chilometro − 146,01 mph - 234,98 km/h
- Velocità sul miglio − 145,89 mph - 234,97 km/h
- Pilota – Ernest A. D. Eldridge.
- Automobile – FIAT SB4 Eldridge "Mefistofele"
- Data – 12 luglio, 1924
- Luogo – Arpajon, Francia
- Motore – Fiat A.12
- Ultimo record mondiale ottenuto su una strada pubblica